# Пойнсетт (округ)
По́йнсетт (англ. Poinsett County) — округ, расположенный в штате Арканзас, США с населением в 25 614 человек по статистическим данным переписи 2000 года. Столица округа находится в городе Гаррисберг.
Округ Пойнсетт был образован 28 февраля 1838 года и получил своё название в честь военного министра США Джоэла Р. Пойнсетта.

## География
По данным Бюро переписи населения США округ Пойнсетт имеет общую площадь в 1976 квадратных километров, из которых 1963 кв. километра занимает земля и 16 кв. километров — вода. Площадь водных ресурсов округа составляет 0,74 % от всей его площади.

### Соседние округа
- Крейгхед — север
- Миссисипи — восток
- Криттенден — юго-восток
- Кросс — юг
- Джэксон — запад

## Демография

Диаграмма распределения населения округа по возрастным диапазонам. Данные переписи населения 2000 года

По данным переписи населения 2000 года в округе Пойнсетт проживало 25 614 человек, 7 228 семей, насчитывалось 10 026 домашних хозяйств и 11 051 жилых домов. Средняя плотность населения составляла 13 человек на один квадратный километр. Расовый состав округа по данным переписи распределился следующим образом: 90,98 % белых, 7,13 % чёрных или афроамериканцев, 0,23 % коренных американцев, 0,16 % азиатов, 0,02 % выходцев с тихоокеанских островов, 0,75 % смешанных рас, 0,74 % — других народностей. Испано- и латиноамериканцы составили 1,43 % от всех жителей округа.
Из 10 026 домашних хозяйств в 32,60 % — воспитывали детей в возрасте до 18 лет, 54,60 % представляли собой совместно проживающие супружеские пары, в 13,20 % семей женщины проживали без мужей, 27,90 % не имели семей. 24,80 % от общего числа семей на момент переписи жили самостоятельно, при этом 11,70 % составили одинокие пожилые люди в возрасте 65 лет и старше. Средний размер домашнего хозяйства составил 2,52 человек, а средний размер семьи — 2,99 человек.
Население округа по возрастному диапазону по данным переписи 2000 года распределилось следующим образом: 26,10 % — жители младше 18 лет, 8,90 % — между 18 и 24 годами, 27,10 % — от 25 до 44 лет, 23,70 % — от 45 до 64 лет и 14,30 % — в возрасте 65 лет и старше. Средний возраст жителей округа составил 37 лет. На каждые 100 женщин в округе приходилось 94,60 мужчин, при этом на каждых сто женщин 18 лет и старше приходилось 90,30 мужчин также старше 18 лет.
Средний доход на одно домашнее хозяйство в округе составил 26 558 долларов США, а средний доход на одну семью в округе — 32 257 долларов. При этом мужчины имели средний доход в 26 633 долларов США в год против 19 199 долларов США среднегодового дохода у женщин. Доход на душу населения в округе составил 13 087 долларов США в год. 17,60 % от всего числа семей в округе и 21,20 % от всей численности населения находилось на момент переписи населения за чертой бедности, при этом 28,60 % из них были моложе 18 лет и 20,50 % — в возрасте 65 лет и старше.

## Главные автодороги
- US 49
- US 63
- AR 1
- AR 14
- AR 18
- AR 69
- AR 75

## Населённые пункты
- Фишер
- Гринфилд
- Гаррисберг
- Лепанто
- Маркед-Три
- Ривелвейл
- Труманн
- Тайронза
- Уолденберг
- Вейнер